# Біловодський заказник
Білово́дський зака́зник — гідрологічний заказник загальнодержавного значення в Україні. Розташований у межах Роменського району Сумської області, між селами Бобрик та Перекопівка, що на південь від міста Ромни. 

## Опис
Площа 1515,7 га. Статус присвоєно 1980 року. Перебуває у віданні: Роменська райдержадміністрація, ДП «Роменський агролісгосп» (Андріяшівське л-во, кв. 147, вид. 25-29, 35-36, 38-42, кв. 160, вид. 31.1, 32, 34, 41.1, 42, кв. 161, вид. 42-43, кв. 163, вид. 18, 42-44, кв. 164, вид. 18-28, кв. 165, вид. 1-10, 18-25, 36-40, кв. 166, вид. 1-6, 8-9, 12-13, 18, 21, 33, кв. 180, вид. 46, кв. 184, вид. 13-15, кв. 189). 
Статус присвоєно для збереження заболоченої ділянки в заплаві річки Сули з болотною рослинністю. 
Рослинний і тваринний світ заказника багатий своєю різноманітністю. Уздовж берегів заток і стариць зростають хащі очерету і рогозу широколистого і рогозу вузьколистого. У старицях і протоках поширені угруповання різака водяного, глечиків, стрілолисту тощо. На підвищеннях розкинулися луги з осоки, трапляються квіти чистецю болотного. Тут можна побачити орхідею — пальчатокорінника травневого, який охороняється Червоною книгою України. На засолених лугах заказника зростає кілька видів галофілів — мешканців засолених місць. 
Заказник є улюбленим місцем гніздування птахів: пастушки, крячки, качки, чаплі, куликів, очеретянки, вівсянки, плиски й інші. З рідкісних видів у заказнику трапляються журавель сірий, лелека чорний і деркач. У прибережно-водних хащах водяться чаплі — сіра, руда і велика біла чапля, а також бугай, бугайчик. У заказнику мешкають болотяні черепахи.

## Галерея

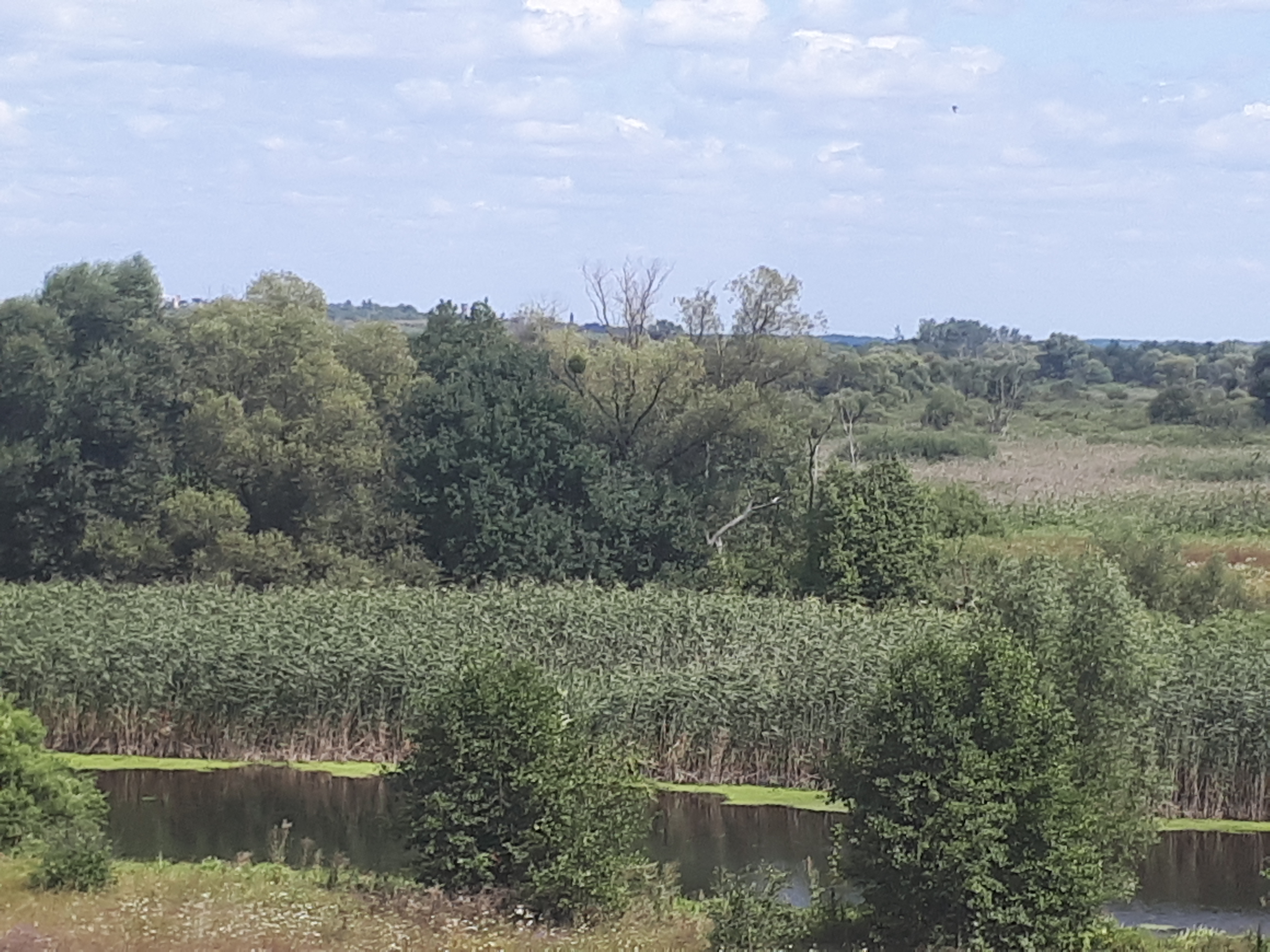
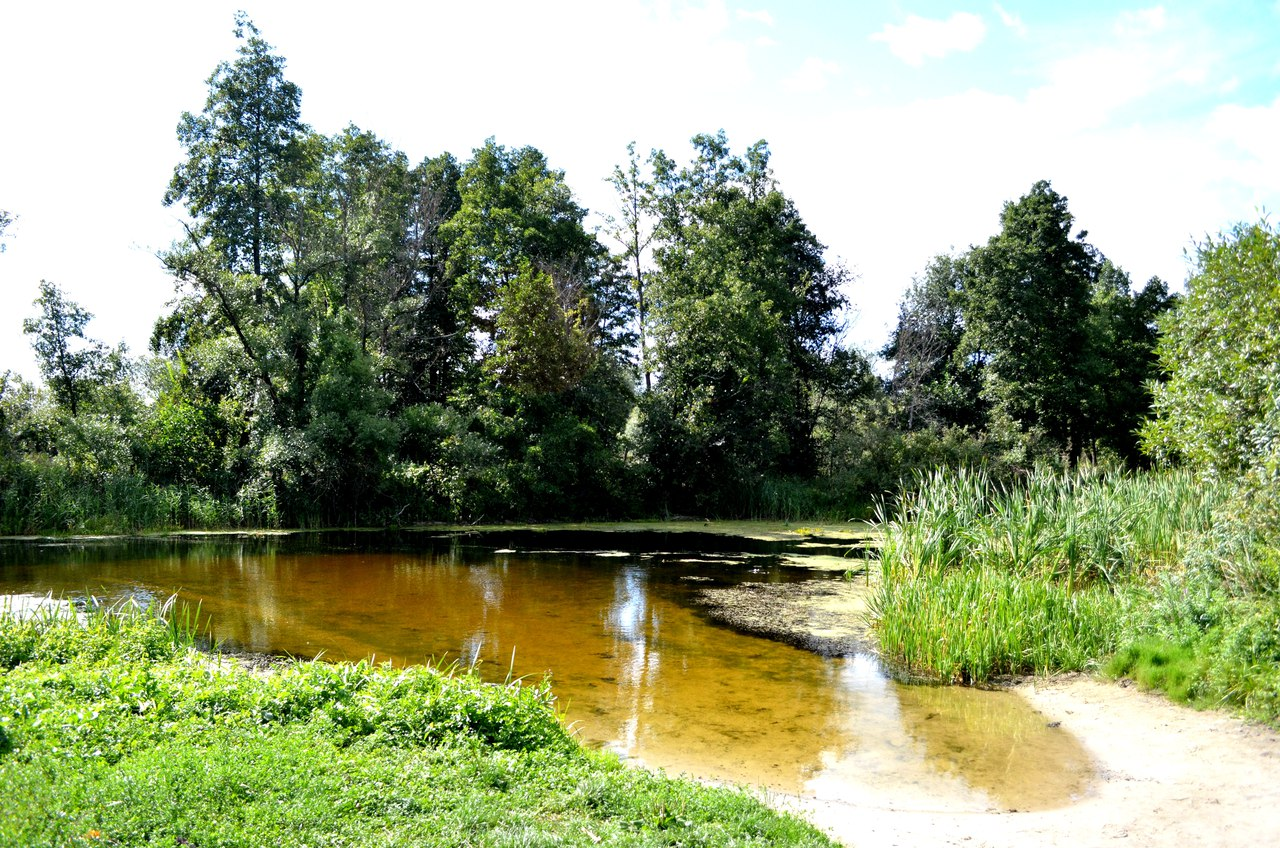
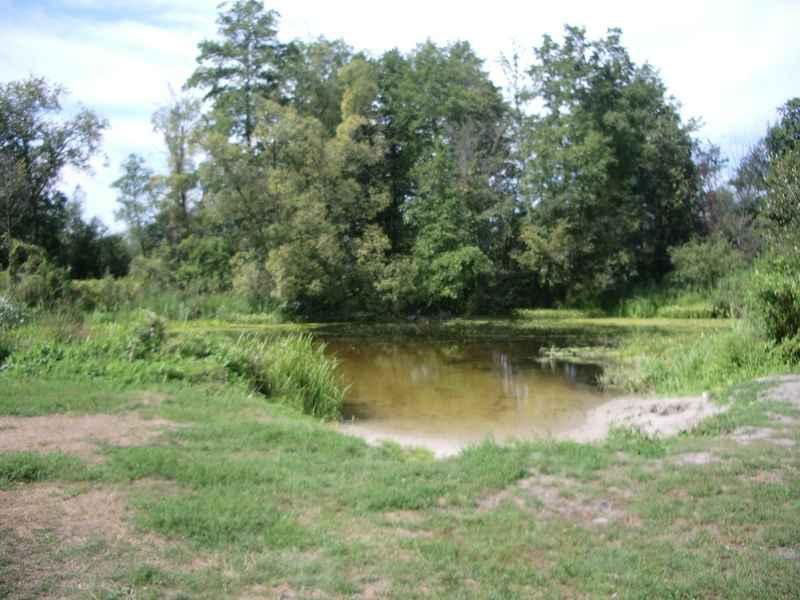